# Fausto Correia
Fausto de Sousa Correia (* 29. Oktober 1951 in Coimbra, Portugal; † 9. Oktober 2007 in Brüssel) war ein portugiesischer Politiker der Partido Socialista im Europäischen Parlament.

## Leben
Correia wuchs in Coimbra auf und studierte an der Universität Coimbra Jura. In den ersten Jahren arbeitete er als Journalist für die Zeitung República, bevor er sich der Politik zuwandte.
Unter Premierminister António Guterres wurde er in die portugiesische Regierung berufen. Anfang der 2000er Jahre war er in der Leitung des Projekts Loja do Cidadão tätig, einer neuen Art von Geschäften, die von der Regierung in portugiesischen Großstädten eingerichtet wurde, um Effizienz und Service zu steigern. Bei der Wahl zum Europäischen Parlament 2004 wurde er für die Partido Socialista, die sozialdemokratische Partei Portugals, ins Europäische Parlament gewählt.
In der Nacht zum 9. Oktober 2007 starb Correia in Brüssel an Herzversagen.